# Peltocoxa marioni
Peltocoxa marioni is een vlokreeftensoort uit de familie van de Cyproideidae. De wetenschappelijke naam van de soort is voor het eerst geldig gepubliceerd in 1875 door Catta.